# Bisdom Rio Branco
Het bisdom Rio Branco (Latijn: Dioecesis Fluminis Albi Superioris) is een rooms-katholiek bisdom met als zetel Rio Branco, in Brazilië. Het bisdom is suffragaan aan het aartsbisdom Porto Velho.

## Geschiedenis
Het bisdom werd opgericht op 4 oktober 1919, als de territoriale prelatuur Acre e Purus, uit delen van het bisdom Amazonas, en was suffragaan aan het aartsbisdom Belém do Pará. Op 10 december 1926 veranderde het van naam naar territoriale prelatuur São Peregrino Laziosi no Alto Acre e Alto Purus. Op 16 februari 1952 wisselde het van kerkprovincie en werd suffragaan aan het aartsbisdom Manaus. Op 26 april 1958 veranderde het opnieuw van naam naar territoriale prelatuur Acre e Purus. Op 15 februari 1986 werd het verheven tot bisdom. Op 31 augustus 2001 wisselde het opnieuw van kerkprovincie en werd suffragaan aan het aartsbisdom Porto Velho.

## Parochies
Het bisdom had in 2020 een oppervlakte van 102.595 km2 en telde 680.111 inwoners waarvan 71,9% rooms-katholiek was.

## Bisschoppen
- Próspero Maria Gustavo Bernardi (15 december 1919 - 1 februari 1944)
  - Laurentius Zeller (apostolisch administrator: 7 januari 1939 - 1 september 1945)
- Antônio Julio Maria Mattioli (10 januari 1948 - 13 april 1962; apostolisch administrator sinds 1941)
- Giocondo Maria Grotti (16 november 1962 - 28 september 1971)
- Moacyr Grechi (10 juli 1972 - 29 juli 1998)
- Joaquín Pertíñez Fernández (24 februari 1999 - heden)

Porto Velho (aartsbisdom) · Cruzeiro do Sul · Guajará-Mirim · Humaitá · Ji-Paraná · Lábrea (territoriale prelatuur) · Rio Branco